# Philippe Étancelin
Philippe Étancelin, född 28 december 1896 i Rouen, död 13 oktober 1981 i Neuilly-sur-Seine, var en fransk racerförare.

## Racingkarriär
Étancelin körde som fabriksförare för Talbot-Lago i det första F1-loppet i Storbritannien 1950. Han är även känd som den äldste föraren att ta poäng i ett F1-lopp, vilket han gjorde 53 år och 249 dagar gammal i Italien 1950.

## F1-karriär
| Säsong | Stall/Tillverkare                                          | Poäng | Placering |
| ------ | ---------------------------------------------------------- | ----- | --------- |
| 1950   | Talbot-Lago-Talbot Philippe Étancelin (Talbot-Lago-Talbot) | 3     | 18        |
| 1951   | Philippe Étancelin (Talbot-Lago-Talbot)                    | 0     | –         |
| 1952   | Escuderia Bandeirantes (Maserati)                          | 0     | –         |